# AS Saint-Étienne II
El AS Saint-Étienne II es un equipo de fútbol de Francia que juega en el Championnat National 2, la cuarta liga de fútbol más importante del país.

## Historia
Fue fundado en la ciudad de Saint-Étienne como el principal equipo filial del AS Saint-Étienne, por lo que no puede jugar en la Ligue 1 ni tampoco formar parte de la Copa de Francia ni de la Copa de la Liga de Francia.
El club es integrado por jugadores menores de 23 años y proceden principalmente de sus divisiones menores, con el objetivo de que estos jugadores se preparen para integrar el primer equipo. Los jugadores del equipo filial pueden integrar el primer equipo cuando se les solicite, ya que son una extensión del mismo.

## Palmarés
- CFA 2 Grupo D: 1

2013/14
- CFA 2 Grupo M: 1

2017/18